# Cerro de Punta
Cerro de Punta (1 338 m n. m.) je hora v pohoří Cordillera Central na ostrově Portoriko. Leží na hranici mezi obcemi Jayuya a Ponce. Jedná se o nejvyšší horu Portorika. Nachází se na území rezervace Toro Negro Forest Reserve.